# Haute-Kontz
Haute-Kontz (in tedesco Oberkontz) è un comune francese di 528 abitanti situato nel dipartimento della Mosella nella regione del Grand Est.

## Società

### Evoluzione demografica
Abitanti censiti